# Moutier (district)
Moutier was een district in het kanton Bern met hoofdplaats Moutier. Het district omvatte 26 gemeenten op 217 km².
Het district is op 1 januari 2010 opgegaan in Jura bernois.
| gemeentenaam | inwonersaantal (31/12/2005) | oppervlakte (km²) |
| ------------ | --------------------------- | ----------------- |
| Belprahon    | 327                         | 3,79              |
| Bévilard     | 1708                        | 5,63              |
| Champoz      | 160                         | 7,11              |
| Châtelat     | 134                         | 4,09              |
| Corcelles    | 230                         | 6,78              |
| Court        | 1370                        | 24,60             |
| Crémines     | 545                         | 9,35              |
| Eschert      | 373                         | 6,56              |
| Grandval     | 346                         | 8,21              |
| Loveresse    | 311                         | 4,64              |
| Malleray     | 1885                        | 10,35             |
| Monible      | 35                          | 3,39              |
| Moutier      | 7566                        | 19,53             |
| Perrefitte   | 503                         | 8,67              |
| Pontenet     | 209                         | 2,74              |
| Rebévelier   | 49                          | 3,52              |
| Reconvilier  | 2293                        | 8,23              |
| Roches       | 235                         | 8,97              |
| Saicourt     | 597                         | 13,75             |
| Saules       | 151                         | 4,25              |
| Schelten     | 51                          | 5,61              |
| Seehof       | 82                          | 8,42              |
| Sornetan     | 116                         | 5,62              |
| Sorvilier    | 273                         | 7,02              |
| Souboz       | 125                         | 10,63             |
| Tavannes     | 3343                        | 14,65             |
| Totaal (26)  | 23.017                      | 216,11            |

Aarberg · Aarwangen · Bern · Biel · Büren · Burgdorf · Courtelary · Erlach · Fraubrunnen · Frutigen · Interlaken · Konolfingen · Laupen · Moutier · La Neuveville · Nidau · Niedersimmental · Oberhasli · Obersimmental · Saanen · Schwarzenburg · Seftigen · Signau · Thun · Trachselwald · Wangen